# Aricidea annae
Aricidea annae är en ringmaskart som beskrevs av Laubier 1967. Aricidea annae ingår i släktet Aricidea och familjen Paraonidae. Arten har ej påträffats i Sverige. Inga underarter finns listade i Catalogue of Life.